# Soulja Boy
Soulja Boy, vlastním jménem DeAndre Cortez Way, (* 28. července 1990) je americký rapper, herec a hudební producent. Narodil se v Chicagu a ve svých šesti letech se přestěhoval do Atlanty, kde se začal zajímat o rapování. Své první album vydal v roce 2007 a následovalo několik dalších. Byl nominován na několik ocenění, včetně ceny Grammy. Jeho singl „Crank That (Soulja Boy)“ (2007) se umístil na první příčce hitparády Billboard Hot 100.